# 朱充𰟆
饶阳王朱充（1520年代—16世纪），明朝饶阳荣庄王朱聪澂嫡长子朱俊榬的庶长子。

## 生平

### 袭封
嘉靖二年（1523年），朱俊榬去世。嘉靖十五年（1536年），朱聪澂去世。十七年（1538年）十二月，朱充𰟆作为长孙被明世宗命陽武侯薛翰等為正使、礼科給事中奚良輔等為副使持節冊封袭封饶阳王。朱俊榬也被追封为饶阳康僖王。十九年（1540年）十二月，世宗遣隆平侯張瑋等為正使、兵科給事中黃光昇等為副使，持節冊封喬氏為饒陽王妃。
嘉靖三十一年（1552年）三月，朱充𰟆上疏弹劾大同巡抚何思、大同总兵徐仁等，称开辟马市本是羁縻之策，徐仁却恣意克扣将士口粮，以致大失军心，去年五月鞑靼俺答汗寇边，徐仁身为大将却无计可施，称病逃避；游击将军刘潭诈称鞑靼来贡马，何思竟不加分辨就信以为真，骗世宗下敕书派王锐为使前去慰劳，结果鞑靼人并没有来；副总兵王懷邦差点被鞑靼所擒，行贿得免；此后鞑靼愈发骄横，而徐仁却禁止士卒杀鞑靼人，宣称违者以杀人治罪，导致右衛、高山、山陰、懷仁東到陽和、天城間烽烟四起，而同样开马市的宣府却没有这样的乱象；故请求世宗处理。世宗命巡按山西御史李逢時核實上报，不許隱護，将徐仁逮捕下錦衣衛獄，何思、王懷邦都革职回原籍聽候勘问，改駐守昌平都御史於敖巡撫大同，命宣府副總兵孫時雍暫代大同總兵事。
昌化王府庶人朱俊㯾貧穷無賴，故意将妻子楊氏抵押在富人趙輻家，再诬陷赵輻强奸，趁夜率潞城王府中尉朱俊{木贷}、饒陽王府庶人朱充魚等袭击洗劫赵家。赵輻提前得知后躲避藏匿，朱俊㯾没有发现他，就在愤怒之下和朱俊{木贷}殺了楊氏，事发下法司查验得知实情，世宗认为他们敗倫傷化，十二月，勒令朱俊㯾、朱俊{木贷}自盡，發朱充魚禁住高墻，命撫按官治教授賈鎮等罪。

### 被废
但事实上，朱充𰟆因数次冒犯代王朱廷埼，担心获罪，才举报何思、徐仁等，这些人获罪后，他愈发骄横，与朱廷埼都上奏互相攻击。朱廷埼弹劾朱充𰟆暴悍阴险、挟私凌辱长辈、毁销金册、非法占有罪囚、殴辱公差等，朱充𰟆也弹劾朱廷埼的阴私。前后勘察官员害怕朱充𰟆和他的党羽叔父鎮國將軍朱俊桻等，不能决断。巡撫侯钺奏请奪朱充𰟆俸禄，朱充𰟆发怒不肯接受，出言不逊。世宗于是遣司禮監少監王臻问讯。王臻到山西召集撫按三司官會询问，他们都不支持朱充𰟆。王臻派人驗問其故，发现朱充𰟆祖母太妃的金册果然遗失，前后被朱充𰟆侮辱过的官员和躲在朱充𰟆府中的亡命惡少都揭发朱充𰟆弹劾朱廷埼的罪状只有不禁止身边侍卫使用专卖手段与民争利、霸占山场属实，其他都是诬告。王臻等回去上报，并说大同是極邊之地，宗室繁衍，俗習刁悍，只依赖朱廷埼一人约束，但朱充𰟆却以辩才自负，其党羽足以鼓煽是非、混淆视听，各府效尤者日漸增加，將來貽禍不淺。王臻的奏疏下三法司會議获准。嘉靖三十三年（1554年）三月，世宗下诏曝光朱充𰟆的罪行，廢为庶人，发凤阳高墙禁锢，奪朱俊桻俸禄一年，并敕諭朱廷埼令改過守法。
隆庆元年（1567年），朱充𰟆被放回王府，但引用鄭王朱厚烷因建言获罪的例子，不肯上交金册和印章。巡按直隸御史陳文燧弹劾之。礼部认为朱充𰟆与朱厚烷的例子不同，身为革爵庶人却冒领禄米，应该依法追回，以后各王府被革爵的人应该先追夺收缴印册再押送高墙。万历二年（1574年）五月，明神宗下诏准奏，但暂且免除追回禄米。
史料没有记载朱充𰟆何时去世及死后饶阳王府由何人继任奉祀管王府事。